# Medvědí skála (Hradec nad Moravicí)
Medvědí skála se nachází západně od vesnice Kajlovec (části města Hradec na Moravicí) ve Vítkovské vrchovině (části pohoří Nízký Jeseník) v okrese Opava v Moravskoslezském kraji. Skála, která je z droby, se nachází ve svahu a má výšku přibližně 8 metrů. Vrchol je jednoduše přístupný. Medvědí skála získala svůj název podle zámeckého medvědince, který tu dřív stával a byl součástí zámeckého parku. Návštěvu místa je vhodné spojit s návštěvou zámku v Hradci nad Moravicí a blízkých vyhlídek (Lisztova vyhlídka a Bezručova vyhlídka) a památníků v zámeckém parku. Místo je přístupné po turistické stezce a lesní cestě.